# Салашская трагедия
Салашская трагедия — карательная операция немецкого антипартизанского отряда ZbV-Kommand 43 в чешской деревне Салаш 29 апреля 1945 года. В ходе данной операции были убиты 19 мужчин и одна женщина.

## История
Около деревни Салаш действовал партизанский отряд «Ольга». Местные жители снабжали партизан продовольствием, предоставляли ночлег, давали информацию, часть жителей ушли в партизаны. 19 апреля 1945 года бойцы отряда совместно с советско-польскими диверсантами напали на замок в Гоштицах и взяли в плен генерал-майора Дитриха фон Мюллера и ещё восемь офицеров. Всех офицеров казнили, а генерал-майора в мае 1945 года передали в 1-ю чехословацкую партизанскую бригаду Яна Жижки и от туда переправили в штаб 2-го Украинского фронта, которым командовал маршал Р. Я. Малиновский.

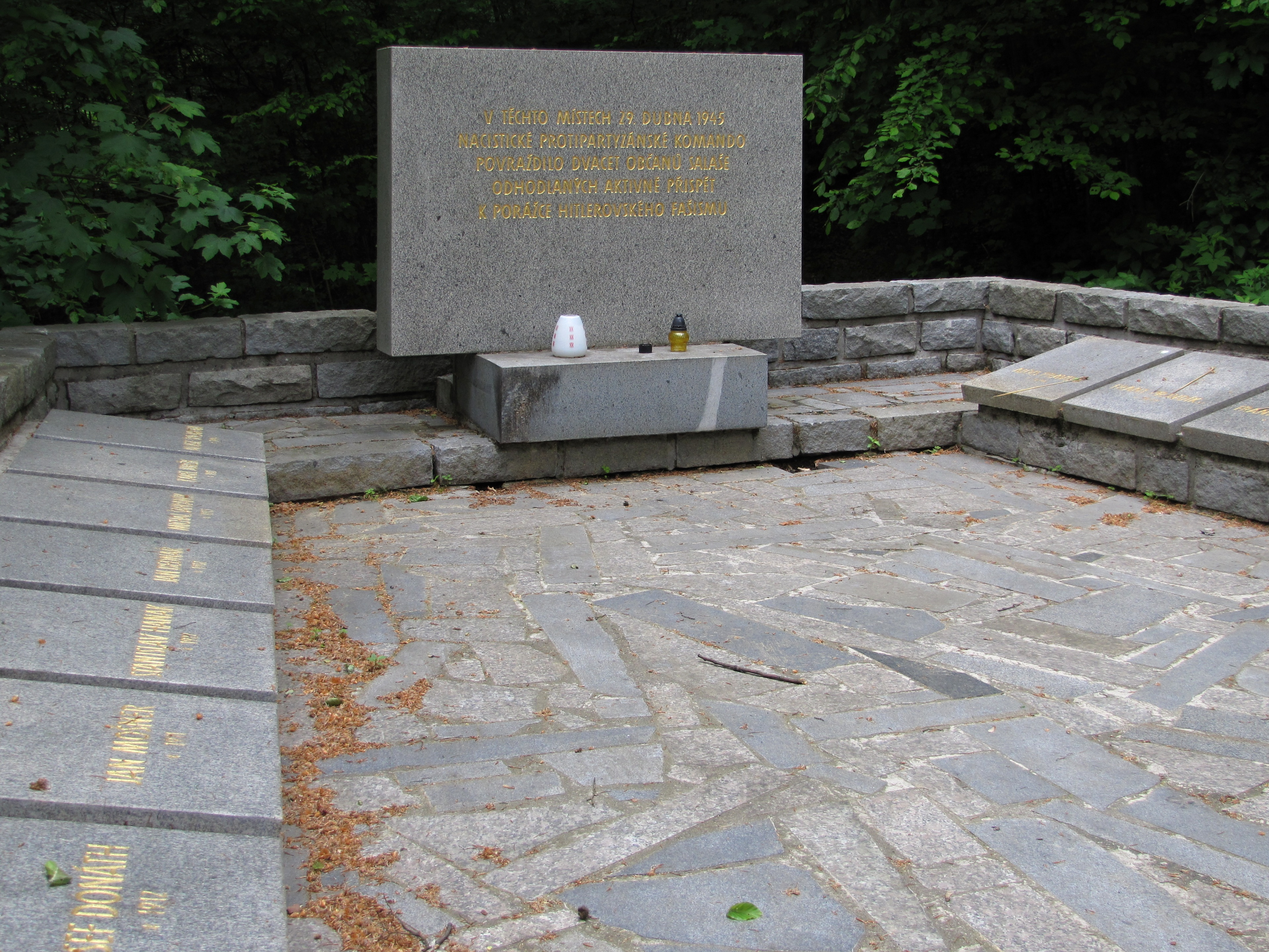
Памятник жертвам трагедии

В отместку штурмбаннфюрер СС Вернер Брандт сжег несколько зданий на Бунче и расстрелял из засады 19 человек из деревни Салаш, симпатизирующих партизанам. Днём 29 апреля 1945 года в Салаш прибежал помощник лесничего Йозеф Добеш и сообщил, что партизаны срочно нуждаются в подкреплении. Девятнадцать жителей деревни откликнулись на его призыв. В доме лесника их ждали около 40 вооружённых мужчин, разговаривавших между собой (по свидетельствам выживших свидетелей) на русском и польском языках. Жителей увели на километр от леса, пообещав научить их обращаться с оружием — затем солдаты приказали всем сесть на землю и окружили их. Девятнадцать безоружных людей было застрелено и добито прикладами. Когда убийцы вырывали у покойников золотые зубы, мимо проезжала на велосипеде 50-летняя Алоизия Шпичакова которая везла обед своему мужу, каратели избавились и от неё, труп женщины также нашли обезображенным. Местные жители перевезли тела убитых на кладбище, чтобы родные могли их узнать и похоронить. Единственный, кому удалось спастись, был Франтишек Млинек, который проезжал мимо на велосипеде и стал очевидцем данных событий, во время расстрела он успел сбежать и спрятаться. Свидетелем трагедии также стала Божена Зубкова, уроженка деревни Салаш, которой было тогда всего девять лет. Её семья в течение нескольких месяцев помогала партизанам, а в день трагедии она лишилась отца, брата, всех своих дядей и двоюродных братьев. Позднее, в интервью на чешском радио она рассказала о данных событиях. Эту резню иногда ошибочно приписывают подразделениям РОА, но именно члены антипартизанского отряда ZbV-Kommand 43 использовали русских и украинских провокаторов чтобы получить необходимую информацию и проникнуть в партизанский отряд «Ольга». В то время как части РОА 29 апреля 1945 года находились у Лоуни и принимать участия в событиях в Салаше не могли.